# Sven Strömberg

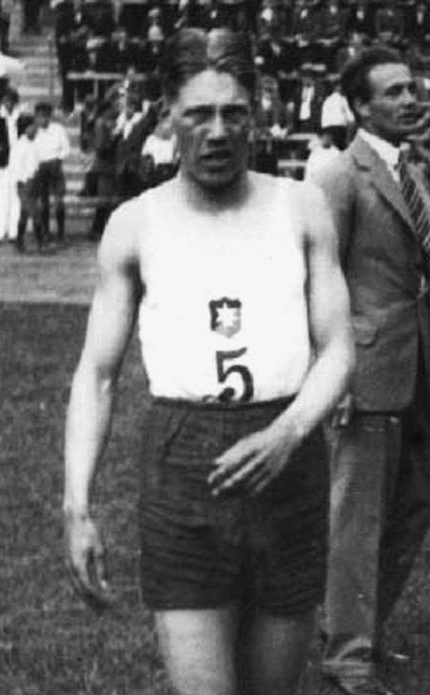
Sven Strömberg in den 1930er Jahren

Sven Strömberg (Sven Emil Strömberg; * 22. Januar 1911 in Karlskrona; † 22. Oktober 1986 in Göteborg) war ein schwedischer Sprinter, der sich auf den 400-Meter-Lauf spezialisiert hatte.
1934 scheiterte er bei den Leichtathletik-Europameisterschaften in Turin über 400 m im Vorlauf und gewann in der 4-mal-400-Meter-Staffel Bronze.
Bei den Olympischen Spielen 1936 schied er über 400 m im Vorlauf aus und wurde in der 4-mal-400-Meter-Staffel Fünfter.
Seine persönliche Bestzeit von 48,3 s stellte er am 1. September 1934 in Stockholm auf.